# Eberhard K. Volger
Eberhard Kaspar Volger (* 18. Februar 1943 in Breslau) ist ein deutscher Kardiologe. Er ist wissenschaftlicher Leiter der Ärzteakademie der  Ärztegesellschaft für Präventionsmedizin und klassische Naturheilverfahren, Kneippärztebund e. V. und ein Wegbereiter der Integrativen Kardiologie.

## Leben

### Studium
Volger studierte Humanmedizin an der Ludwig-Maximilians-Universität München (LMU) mit Studienaufenthalten in Cambridge (GB) und in Berlin. 1969 promovierte er in München mit einem Thema aus der Neuropathologie.

### Haemorheologie
Ab 1970 war er Teil einer Arbeitsgruppe am Physiologischen Institut der LMU (Holger Schmid-Schönbein), die neue Wege bei der Erforschung der Fließeigenschaften des menschlichen Blutes beschritt. Erste Arbeiten zu krankhaft veränderten Haemorheologie bei Diabetes mellitus erschienen.

### Kardiologie
Seine kardiologische Ausbildung erhielt er ab 1974 bei Hans Blömer am Klinikum rechts der Isar der Technischen Universität München (TUM). Dort setzte er die klinisch haemorheologischen Studien fort und  habilitierte sich 1980 mit dem Thema Experimentelle und klinische Untersuchungen über die Rheologie des Blutes bei kardiovaskulären Erkrankungen und deren Risikofaktoren. Diese Arbeit wurde 1983 mit dem Albert Knoll Preis ausgezeichnet.

### Rehabilitative Medizin und klassische Naturheilverfahren
1984 wurde er zum Chefarzt der  Klinik Bad Wörishofen der LVA (später DRV) Schwaben berufen. Nachdem er sich mit dem Potential der klassischen Naturheilverfahren vertraut gemacht hatte, setzte er sich für deren Integration in die Behandlung von chronisch Herzkranken ein. Er vertrat dies als akademischer Lehrer an der TUM und gründete als Vorstand der Ärztegesellschaft für Präventionsmedizin  und klassische Naturheilverfahren, Kneippärztebund e. V. eine Ärzteakademie zur Fort- und Weiterbildung. Er war wissenschaftlicher Leiter von Forschungseinrichtungen, so des Sebastian-Kneipp-Institutes, einer Forschungsanstalt der Stadt Bad Wörishofen und des Europäischen Gesundheitszentrum für Naturheilverfahren, wo er Studien zur Hydrotherapie u. a. bei Bluthochdruck durchführte. 2006 beendete er seine klinische Tätigkeit. Zur Erlangung der Zusatzbezeichnung „Naturheilverfahren“ für Fachärzte leitet er weiterhin die curriculären Weiterbildung an der Ärzteakademie Bad Wörishofen und brachte das Kursbuch Naturheilverfahren heraus.

## Veröffentlichungen (Auswahl)
- E. Volger, H. Schmid-Schönbein, H. Mehnert: Microrheological changes of blood in diabetes mellitus. In: Bibl Anat. 13, 1975, S. 97–98.
- E. M. Jakob, E. Volger: Blutdrucksenkung durch Hydrotherapie: Eine randomisierte, kontrollierte Studie bei leichter bis mittelschwerer Hypertonie. In: Phys Med Rehab Kuror. 19, 2009, S. 162–168.
- E. Volger, B. Brinkhaus (Hrsg.): Kursbuch Naturheilverfahren. 2. Auflage. Elsevier, 2017.

## Auszeichnungen
- Albert-Knoll-Preis 1983